# Meta Platforms
Meta Platforms, Inc., of kortweg Meta, voorheen Facebook, Inc., is een Amerikaans bedrijf dat onder andere eigenaar is van de sites en apps Facebook, Instagram, WhatsApp en Threads. Het bedrijf is gevestigd in Menlo Park, Californië. Het werd opgericht door Mark Zuckerberg, samen met medestudenten van het Harvard College en kamergenoten Eduardo Saverin, Andrew McCollum, Dustin Moskovitz en Chris Hughes.
Op 28 oktober 2021 werd Facebook, Inc. hernoemd naar Meta om diens visie dat het metaversum de toekomst heeft te onderstrepen.
Het bedrijf wordt beschouwd als een van de Big Five in de Amerikaanse technologiewereld, naast Amazon, Alphabet, Apple en Microsoft. Het genereert het grootste deel van zijn inkomsten door het verkopen van advertenties.

## Geschiedenis
Meta werd opgericht op 4 februari 2004 als "The Facebook, Inc.", met The Facebook als eerste product. Een van de oprichters was Zuckerberg, de andere oprichters waren Eduardo Saverin, Andrew McCollum, Dustin Moskovitz en Chris Hughes. Het hoofdkantoor werd in juni 2004 verplaatst naar Palo Alto, Californië.
In 2006 was er even sprake van een overname door Yahoo! voor een bedrag rond een miljard dollar. De verkoop was mondeling overeengekomen, maar toen Yahoo! zijn bod verlaagde naar US$ 800 miljoen sloeg Zuckerberg het bod af. Ook nadat Yahoo! zijn oorspronkelijke bod van een miljard weer op tafel had gelegd weigerde Zuckerberg te verkopen. In 2007 maakten Google en Microsoft bekend te azen op een belang in het bedrijf. Op 25 oktober 2007 werd bekend dat Microsoft voor US$ 240 miljoen een aandelenbelang had genomen van 1,6%, dit impliceert een totale waarde van US$ 15 miljard.
Sinds de oprichting heeft het bedrijf verschillende diensten overgenomen, waaronder Instagram in 2012 en WhatsApp in 2014. Op 28 oktober 2021 maakte het bedrijf bekend de naam te veranderen van Facebook, Inc. in Meta Platforms.
Op 9 november 2022 maakte Meta bekend zo'n 11.000 werknemers te gaan ontslaan, dit is ongeveer 13% van het totaal. Het is de eerste grote ontslagronde in de geschiedenis van het bedrijf. Meta kampt met financiële tegenvallers, in oktober rapporteerde het bedrijf een omzetdaling in het derde kwartaal en dat voor de tweede keer op rij en dat de winst was gehalveerd. De koers van het aandeel is in 2022 met 65% gedaald.
Op 6 september 2023 wees de Europese Commissie (EC) Meta aan als poortwachter in het kader van de Verordening digitale markten en werden Facebook, Instagram, WhatsApp, Messenger, Facebook Marketplace en Meta Ads aangewezen als kernplatformdiensten.
Eind 2024 kondigde Meta investeringen aan in eigen datacentra voor het hosten van AI training-clusters. In een al bestaand Meta-datacenter in New Albany, centraal gelegen in de staat Ohio, werd gebouwd aan Prometheus dat in 2026 500.000 NVIDIA DGX GB200/300 GPU-processors, met een kracht van 3,17 miljard TFLOPS (3,17 zettaFLOPS) en een elektrisch vermogen van 1 Gigawatt zal leveren. Omwille van het gebrek aan stroom in de regio, bouwt Meta hierbij ook twee gascentrales met een vermogen van elk 200 MW. in Richland Parish in het noordoosten van Louisiana tussen Rayville en Delhi, wordt from scratch Hyperion gebouwd, een AI trainingcluster, gehuisvest in een datacenter op een gebied van 9,1 km² met 37 hectare computerzaalruimte. Met een investering van 10 miljard Amerikaanse dollar komen daar 1,3 miljoen NVIDIA Blackwell DGX GB200/300 GPU-processors, met een kracht van meer dan 7 miljard TFLOPS (7 zettaFLOPS) en een elektrisch vermogen van 1,5 Gigawatt na de afwerking van de eerste fase in 2027, 2 Gigawatt in 2030 en tot 5 Gigawatt bij voltooiing van de bouwwerken. Meta voorziet in Louisiana 1,5 GW aan hernieuwbare energiecentrales, 2,26 GW aan nieuwe  gascentrales en in de jaren 2030 een nieuwe kerncentrale met een vermogen tussen de 1 en 4 GW.
In januari 2025 kondigde Mark Zuckerberg aan afscheid te nemen van factcheckers en deze te vervangen door “community notes”. Feitelijk onjuiste berichten kunnen dan door gebruikers van commentaar worden voorzien en zij worden dan minder zichtbaar en ook minder gedeeld. Als argument voor deze actie zegt Zuckerberg dat de factcheckers van Meta, onder wie journalisten van grote internationale persbureaus, ‘politiek vooringenomen’ zijn.

## Activiteiten

### Producten

#### Facebook
Facebook is het eerste product dat door het bedrijf werd ontwikkeld in 2004 en openbaar werd uitgebracht in 2006. Het is een socialemediaplatform dat tot de populairste ter wereld behoort.

#### Messenger
Messenger is de chat-app die ontwikkeld werd om Facebook-gebruikers de kans te geven om met elkaar te chatten. Het werd ontwikkeld in 2011. 

#### Instagram
Instagram is een socialemediaplatform dat gericht is op het delen van foto's, video's en verhalen en werd gelanceerd in 2010. In 2012 werd het platform verkocht aan Facebook, Inc. voor US$ 1 miljard. In 2018 werd de waarde voor Instagram geschat op meer dan US$ 100 miljard.

#### Threads
Threads is een online socialemedia- en sociaalnetwerkdienst, eigendom van het Amerikaanse technologiebedrijf Meta Platforms. Gebruikers van de app kunnen tekst, afbeeldingen en video's plaatsen en kunnen reageren op berichten van andere gebruikers. De app is beschikbaar op de besturingssystemen iOS en Android. De gebruikersprofielen op Threads zijn gekoppeld aan Instagram-accounts en gebruikers moeten op beide services dezelfde gebruikersnaam hebben. 

#### WhatsApp
WhatsApp is een chat app die uitgebracht werd in 2009. Op 19 februari 2014 werd aangekondigd dat WhatsApp voor US$ 19 miljard verkocht werd aan Facebook, Inc. Dit is tot op de dag van vandaag de grootste acquisitie ooit.

#### Oculus
Oculus is een ontwikkelaar van VR-brillen. Het werd in juni 2012 opgericht. Hun eerste VR-bril werd gelanceerd via een Kickstarter-campagne, waarmee US$ 2,4 miljoen werd opgehaald. In maart 2014 maakte Facebook, Inc. bekend dat ze Oculus zouden overnemen voor US$ 2 miljard. 

#### Workplace
Workplace is een platform dat werd ontwikkeld onder Facebook om een socialemediaplatform te creëren voor op de werkvloer. Het combineert enkele bestaande diensten van Facebook om een online samenwerkingstool te ontwikkelen waarin werknemers online kunnen samenwerken, berichten sturen, videobellen en nieuws te delen.

#### Portal
Portal is een ontwikkelaar van slimme schermen en videotelefoons dat opgericht is in 2018 door Facebook, Inc.

#### Novi
Novi was een online betaalplatform van Meta. Het platform maakte gebruik van Blockchain-technologie om veilig geld te kunnen verzenden en ontvangen. Hiervoor converteerde Novi de lokale munteenheid naar Pax Dollar (USDP). In juli 2022 besloot Meta met dit project te stoppen.

#### Metaverse
Meta wil op termijn de internetgebruiker laten evolueren naar een “metaverse”, een toekomstvisie waarbij virtuele werkelijkheid (VR) en aangevulde realiteit (AR) een belangrijke rol gaan spelen. De grenzen tussen de virtuele en de fysieke wereld zouden vervagen met de hulp van VR-brillen. Volgens Meta's technologiechef Andrew Bosworth is de smartphone immers ongeschikt om alle facetten van de driedimensionale wereld te vatten. Het bedrijf wil dan ook eigen VR-brillen gaan ontwikkelen, en sloot daartoe een alliantie met brillenmaker Ray-Ban. Mogelijk wordt Meta daardoor ook minder afhankelijk van iPhone-maker Apple.

#### Internet.org
Internet.org is een initiatief van Meta dat erop is gericht om samen met technologiebedrijven, non-profitorganisaties en lokale groeperingen internettoegang voor meer mensen in de wereld betaalbaar te maken. Er is wel, onder meer in India, kritiek op mogelijke schending van het principe van netneutraliteit, omdat Internet.org niet het gehele internet aanbiedt, maar een beperkt deel ervan.

#### LlaMA (KI)
LlaMA is Meta’s eigen, op kunstmatige intelligentie steunend taalmodel met 65 miljard parameters, gelanceerd op 24 februari 2023.

### Resultaten
Bijna de gehele omzet van het bedrijf bestaat uit advertentie-inkomsten. Van de omzet in 2024 werd 44% gegenereerd in Verenigde Staten en Canada. In 2024 waren er 3,3 miljard dagelijks actieve personen (DAP). Dit zijn geregistreerde en ingelogde gebruikers van Facebook, Instagram, Messenger en/of WhatsApp (gezamenlijk de 'Familie' van producten) die ten minste één van deze vier producten heeft bezocht via een mobiele applicatie of het gebruik van een web- of mobiele browser op een bepaalde dag. In 2024 behaalde het bedrijf een omzet van gemiddeld US$ 50 per gebruiker.
De meeste kosten die Meta maakt zijn gerelateerd aan Onderzoek & Ontwikkeling (R&D), ongeveer een kwart van de omzet wordt hieraan aan besteed. In 2022 was er voor het eerst een omzetdaling ten opzichte van het voorgaande jaar. Het nettoresultaat stond mede onder druk door een buitengewone last van ruim US$ 4 miljard omdat er 11.000 banen verloren gaan in 2023 en door hoge kosten voor Metaverse. De hoge belastingdruk in 2019 was ook een gevolg van boetes die het van de toezichthouder heeft gekregen, in totaal US$ 5 miljard, die het bedrijf heeft opgenomen in de belastingpost. Op 1 februari 2024 besloot Meta dividend te gaan uitkeren, per kwartaal wordt US$ 0,50 per aandeel uitgekeerd. Meta had tot dan alleen eigen aandelen ingekocht.
| Jaar | Omzet   | Omzet- groei | Bedrijfs- resultaat | Netto- resultaat | Dagelijkse gebruikers Facebook (in miljoenen, in december) | Idem "Familie" (in miljoenen, in december) | Winstbelasting (in % van de winst vóór belastingen) |
| ---- | ------- | ------------ | ------------------- | ---------------- | ---------------------------------------------------------- | ------------------------------------------ | --------------------------------------------------- |
| 2008 | 272     |              | −55                 | −56              | -                                                          | -                                          | -                                                   |
| 2009 | 777     | 186%         | 262                 | 122              | 185                                                        | -                                          | -                                                   |
| 2010 | 1974    | 154%         | 1032                | 372              | 327                                                        | -                                          | -                                                   |
| 2011 | 3711    | 88%          | 1756                | 668              | 483                                                        | -                                          | -                                                   |
| 2012 | 5089    | 37%          | 538                 | 53               | 618                                                        | -                                          | -                                                   |
| 2013 | 7872    | 55%          | 2804                | 1500             | 757                                                        | -                                          | -                                                   |
| 2014 | 12.466  | 58%          | 4994                | 2940             | 890                                                        | -                                          | -                                                   |
| 2015 | 17.928  | 44%          | 6225                | 3688             | 1038                                                       | -                                          | 40,4%                                               |
| 2016 | 27.638  | 54%          | 12.427              | 10.217           | 1227                                                       | -                                          | 18,4%                                               |
| 2017 | 40.653  | 47%          | 20.203              | 15.934           | 1401                                                       | -                                          | -22,6%                                              |
| 2018 | 55.838  | 37%          | 24.913              | 22.112           | 1523                                                       | -                                          | 12,8%                                               |
| 2019 | 70.697  | 27%          | 23.986              | 18.486           | 1660                                                       | 2260                                       | 25,5%                                               |
| 2020 | 85.965  | 22%          | 32.671              | 29.146           | 1840                                                       | 2600                                       | 12,2%                                               |
| 2021 | 117.929 | 37%          | 46.753              | 39.370           | 1930                                                       | 2820                                       | 16,9%                                               |
| 2022 | 116.609 | −1%          | 28.944              | 23.200           | 2000                                                       | 2960                                       | 19,5%                                               |
| 2023 | 134.902 | 16%          | 46.751              | 39.098           | 2110                                                       | 3160                                       | 17,6%                                               |
| 2024 | 164.501 | 22%          | 69.380              | 62.360           | -                                                          | 3350                                       | 11,8%                                               |

## Beursgang

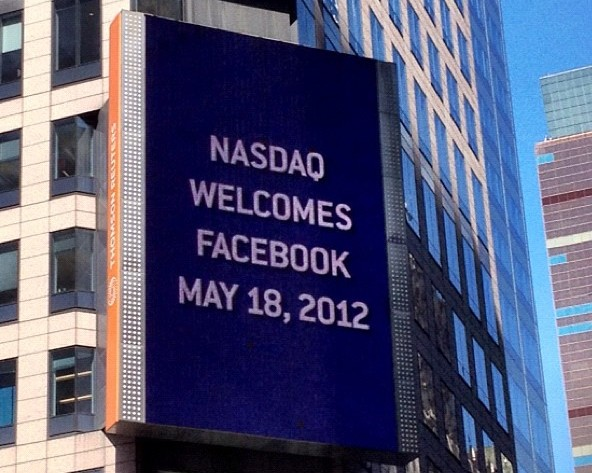
Facebook, Inc. wordt verwelkomd op de beurs